# Chimalhuacán (region)
Chimalhuacán (spanska: Región III Chimalhuacán) är en region i delstaten Mexiko bildad 2006. Den gränsar till regionen Texcoco i norr, regionen Amecameca i ost och syd och regionen Nezahualcóyotl i väst.
Hela regionen tillhörde tidigare regionen Texcoco, innan det blev en egen region.

## Kommuner i regionen
Dessa fyra kommuner ingår i regionen (2020).
- Chicoloapan
- Chimalhuacán
- Ixtapaluca
- La Paz